# After Hours (Album)
After Hours ist das zehnte Studioalbum des britischen Hardrock- und Blues-Gitarristen Gary Moore. Es erschien im Mai 1992 und setzt die bluesorientierte Richtung fort, die er mit dem Album Still Got the Blues eröffnet hatte. Wie dort setzte er für die Instrumentierung eine blues-orientierte Bläserformation ein und lud Albert Collins und B. B. King als Gastmusiker ein.

## Entstehung und Veröffentlichung
Die Erstveröffentlichung von After Hours erfolgte am 9. März 1992 bei Virgin Records. Das Album erschien in seiner Originalausführung als CD (Katalognummer: 262 558) und LP (Katalognummer: 212 558). Während die LP-Ausführung zehn Titel umfasste, waren auf der Standard-CD elf Titel vorhanden. Am 12. Mai 2003 erschien eine remasterte Fassung als CD, mit fünf Bonustiteln (Katalognummer: 5 83669 2).
Während Moore alle Titel produzierte, zusammen mit Ian Taylor, schrieb er auch sieben davon. Darüber hinaus stammt je ein Titel von Duster Bennett, Milton Campbell, John Mayall und Hudson Whittaker.

## Inhalt und Stil
Wie auf dem Vorgänger verband Gary Moore Blues-Standards mit Eigenkompositionen. Bei den Aufnahmen wirkten erneut prominente Musiker mit. So spielte B. B. King bei Since I Met You Baby, Albert Collins ist bei The Blues Is Alright zu hören.

## Titelliste
1. Cold Day in Hell – 4:27
2. Don’t You Lie to Me (I Get Evil) (Hudson Whittaker) – 2:30
3. Story of the Blues – 6:41
4. Since I Met You Baby – 2:52
5. Separate Ways – 4:54
6. Only Fool in Town – 3:52
7. Key to Love (John Mayall) – 1:59
8. Jumpin’ at Shadows (Duster Bennett) – 4:21
9. The Blues Is Alright (Milton Campbell) – 5:45
10. The Hurt Inside – 5:53
11. Nothing’s the Same – 5:04

Bonustitel (Remastered Edition)
1. Woke Up This Morning (B. B. King; Jules Taub) – 3:48
2. Movin’ On Down the Road – 3:33
3. Don’t Start Me to Talkin’ (Sonny Boy Williamson II.) – 3:03

## Mitwirkende
- Gary Moore – Leadgesang, Leadgitarre und Rhythmusgitarre
- Will Lee, Bob Daisley, Johnny B. Gaydon – Bass
- Graham Walker, Anton Fig – Schlagzeug
- Tommy Eyre – Keyboard
- Martin Drover – Trompete
- Frank Mead, Nick Pentelow, Nick Payn – Saxophon
- Andrew Love, Wayne Jackson – The Memphis Horns
- Carol Kenyon, Linda Taylor – Gesang
- Richard Morgan – Oboe
- B. B. King – Gitarre und Gesang bei Since I Met You Baby
- Albert Collins – Gitarre und Gesang bei The Blues Is Alright

## Singleauskopplungen
| Jahr | Titel                | Höchstplatzierung, Gesamtwochen, AuszeichnungChartplatzierungen (Jahr, Titel, , Platzierungen, Wochen, Auszeichnungen, Anmerkungen) | Höchstplatzierung, Gesamtwochen, AuszeichnungChartplatzierungen (Jahr, Titel, , Platzierungen, Wochen, Auszeichnungen, Anmerkungen) | Anmerkungen      |
| Jahr | Titel                | DE | UK | Anmerkungen      |
| ---- | -------------------- | --- | --- | ---------------- |
| 1992 | Cold Day in Hell     | DE29 (10 Wo.)DE | UK24 (5 Wo.)UK |                  |
| 1992 | Story of the Blues   | DE99 (1 Wo.)DE | UK40 (4 Wo.)UK |                  |
| 1992 | Since I Met You Baby | — | UK59 (3 Wo.)UK | feat. B. B. King |
| 1992 | Separate Ways        | — | UK59 (1 Wo.)UK |                  |

## Rezensionen
Allmusic schrieb, das Album erinnere an den Vorgänger, wirke aber etwas kalkuliert: „While his playing is just as impressive, the album feels a little calculated. Nevertheless, Moore's gutsy, impassioned playing makes the similarity easy to ignore.“ Sie vergab die Bewertung 4,5 von 5. Weniger gut fiel das Urteil im Rock Hard aus. Markus Schleutermann kritisierte vor allem eine Anbiederung an die breite Masse mit „schwülstigem Schmuse-Schmalz“ und „trendgerechten Bläser-Arrangements“. Es bliebe „unter dem Strich ein zwiespältiger Eindruck, der Mainstream-Blueser Moore – beispielsweise im Vergleich zu seinem Landsmann Rory Gallagher – etwas von seiner Glaubwürdigkeit“ nehme und ihn „verglichen mit seinen alten Werken wie 'Corridors of Power' oder 'Victims Of The Future' sowieso alt aussehen“ ließe (6,5 von 10 Punkten).
Ganz anders sieht das eine neuere Besprechung des Albums auf der Website „sputnik music“. Dort kommt der Rezensent zu diesem Fazit in seiner Besprechung der CD:

„In many ways After Hours is one of the best representations of Moore as a guitarist. Everything that makes him standout from other guitarists of a similar ilk is presented on this album (well at least everything except his vast stylistic versatility). In addition, the album is also a great representation of his vocal abilities, featuring one of his stronger vocal performances, as well as his talents as song writer, with many of the album’s originals sitting comfortably alongside well-known blues classics. While After Hours may not have received quite the same level of acclaim that its predecessor has over the years, there’s no doubt that this album is one of the best and most consistent albums of Moore’s illustrious career.“

## Kommerzieller Erfolg
After Hours avancierte zum Nummer-eins-Erfolg in Schweden und der Schweiz.

### Chartplatzierungen
| ChartsChartplatzierungen       | Höchstplatzierung | Wochen |
| ------------------------------ | ----------------- | ------ |
| Deutschland (GfK)              | 2 (26 Wo.)        | 26     |
| Österreich (Ö3)                | 6 (11 Wo.)        | 11     |
| Schweiz (IFPI)                 | 1 (16 Wo.)        | 16     |
| Vereinigte Staaten (Billboard) | 145 (8 Wo.)       | 8      |
| Vereinigtes Königreich (OCC)   | 4 (13 Wo.)        | 13     |

| ChartsJahrescharts (1992) | Platzierung |
| ------------------------- | ----------- |
| Deutschland (GfK)         | 42          |
| Schweiz (IFPI)            | 27          |

### Auszeichnungen für Musikverkäufe
| Land/Region                  | Auszeichnungen für Musikverkäufe (Land/Region, Auszeichnung, Verkäufe) | Verkäufe |
| ---------------------------- | ---------------------------------------------------------------------- | -------- |
| Schweden (IFPI)              | Platin                                                                 | 100.000  |
| Spanien (Promusicae)         | Gold                                                                   | 50.000   |
| Vereinigtes Königreich (BPI) | Gold                                                                   | 100.000  |
| Insgesamt                    | 2× Gold · 1× Platin ·                                                  | 250.000  |